# Ordugah-e Afghani
Ordugah-e Afghani (perski: اردوگاه افغاني) – miejscowość w Iranie, w ostanie Markazi. W 2006 roku miejscowość liczyła 3727 mieszkańców w 649 rodzinach. Ludność to głównie afgańscy uchodźcy.